# Phường 1, Quận 4
Phường 1 là một phường cũ thuộc Quận 4, Thành phố Hồ Chí Minh, Việt Nam.
Phường 1 có diện tích 0,38 km², dân số năm 2021 là 10.596 người,  mật độ dân số đạt 27.884 người/km².